# عامل النمو المشابه للإنسولين

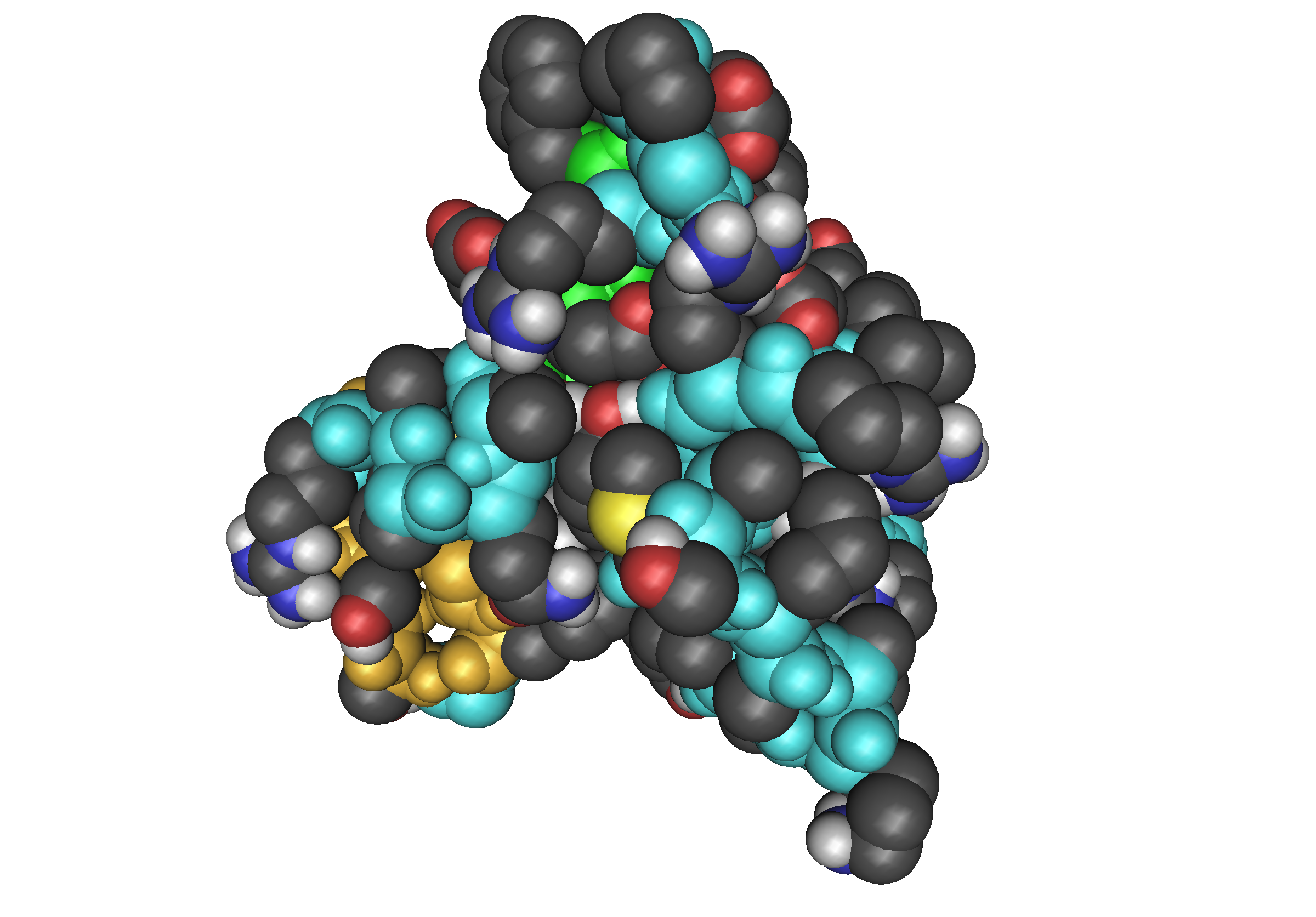
عامل النمو المشابه للإنسولين

عوامل النمو المشابهة للإنسولين هي بروتينات متشابهة في التسلسل مع الإنسولين، وهي جزء من نظام معقد تستخدمه الخلايا  للتواصل مع بيئتها الفسيولوجية، هذا النظام المعقد (يشار إليه غالبًا باسم «محور» IGF) يتكون من مستقبلين لسطح الخلية (IGF1R و IGF2R) وعاملين يرتبطان بهما (عامل النمو المشابه للأنسولين-1 (IGF-1) وعامل النمو المشابه للأنسولين 2 (IGF -2))، وهي عائلة مكونة من سبعة بروتينات عالية الارتباط بالمستقبلات (IGFBP1 إلى IGFBP7) بالإضافة إلى إنزيمات تكسر البروتينات التي ترتبط بعوامل النمو الشبيهة بالانسولين يشار إليها مجتمعة باسم الببتيداز. 

## محور عامل النمو المشابه للإنسولين-1/ هرمون النمو
يُشار إلى «محور» عامل النمو المشابه للانسولين-1 أيضًا باسم محور عامل النمو المشابه للإنسولين-1/ هرمون النمو، يفرز  الكبد بشكل رئيسي عامل النمو الشبيه بالأنسولين-1 (IGF-1، ويُكتب في بعض الأحيان بالرقم الروماني مثل IGF-I) نتيجة لتحفيز هرمون النمو (GH).
IGF-1 مهم لكل من تنظيم علم وظائف الأعضاء الطبيعي بالإضافة إلى عدد من الحالات المرضية بما في ذلك السرطان، وقد ثبت أن محور IGF يلعب أدوارًا في تعزيز تكاثر الخلايا وتثبيط موت الخلايا (الموت المبرمج للخلية)، يُعتقد أن عامل النمو الشبيه بالأنسولين 2 (IGF-2 وأحيانًا يكون باسم IGF-II) هو عامل نمو أساسي مطلوب للتطوير المبكر بينما يُطلب التعبير IGF-1 لتحقيق أقصى نمو، وقد أكدت دراسات تعطيل المورثة في الفئران ذلك فعلى الرغم من أن الحيوانات الأخرى من المرجح أن تنظم التعبير عن هذه الجينات بطرق متميزة -في حين أن IGF-2 قد يكون في الأساس جنينًا في العمل- إلا أنه ضروري أيضًا لتطوير ووظيفة الأعضاء مثل الدماغ والكبد والكلى.
من العوامل التي يعتقد أنها تسبب اختلافًا في مستويات هرمون النمو وعامل النمو الشبيه بالانسولين-1 في الدم هي التكوين الجيني للفرد والوقت من اليوم والعمر والجنس وحالة التمرين ومستويات الإجهاد ومستوى التغذية ومؤشر كتلة الجسم (BMI)) وحالة المرض والعرق وحالة الإستروجين وتناول مواد حيوية غريبة.
يشارك IGF-1 في تنظيم التطور العصبي بما في ذلك تكوين الخلايا العصبية والميالين والتخلق المشبكي وتخلق النسيج العصبي والتفرع التغصني والحماية العصبية بعد تلف الخلايا العصبية، وارتبطت زيادة مستويات مصل IGF-I لدى الأطفال بارتفاع معدل الذكاء.
يشكل IGF-1 تطور قوقعة الأذن من خلال التحكم في موت الخلايا المبرمج، يمكن أن يسبب عجزه فقدان السمع، كما أن مستوى المصل يكمن في الارتباط بين الارتفاع القصير وقدرات السمع المنخفضة خاصةً حول عمر 3-5 سنوات وفي سن 18 (سن البلوغ المتأخر).

## مستقبلات عامل النمو المشابه للإنسولين
من المعروف أن عوامل النمو الشبيهة بالإنسولين ترتبط  بمستقبلة عامل النمو الشبيه بالإنسولين-1 ومستقبلة الإنسولين ومستقبلة عامل النمو لشبيه بالإنسولين-2 والمستقبلات المتعلقة بالإنسولين وربما مستقبلات أخرى، مستقبل عامل النمو الشبيه بالانسولين-1 هو المستقبل «الفسيولوجي» الذي يرتبط به عامل النمو الشبيه بالانسولين-1 بمستوي أعلى بكثير مما يرتبط بمستقبلات الأنسولين، ومثل مستقبلة الإنسولين فإن مستقبلة IGF-1 هي مستقبلات كيناز التيروزين -مما يعني إشارات المستقبل من خلال التسبب في إضافة جزيء فوسفات على تيروزين معين، يربط مستقبل IGF-2 فقط IGF-2 ويعمل بمثابة «مستقبل خلوص» - لا ينشط أي مسارات للإشارة داخل الخلايا ولا يعمل إلا كعامل عزل IGF-2 ويمنع إشارات IGF-2.

## الأعضاء والأنسجة التي تتأثر بعامل النمو المشابه للإنسولين-1
نظرًا لأن العديد من أنواع الأنسجة المميزة تعبر عن مستقبل عامل النمو الشبيه بالإنسولين-1، فإن تأثيراته متنوعة حيث يعمل كعامل غذائي عصبي مما يؤدي إلى بقاء الخلايا العصبية، قد يحفز تضخم العضلات الهيكلية عن طريق حث تخليق البروتين وعرقلة ضمور العضلات، وهو يحمي الخلايا الغضروفية ويرتبط بتنشيط الخلايا العظمية وبالتالي قد يكون عاملاً منشطًا للعظم، بما أنه قادر على تنشيط مستقبلات الأنسولين بتركيزات عالية فإنه يمكن أيضًا أن يكمل تأثيرات الأنسولين، وتوجد مستقبلات لعامل النمو الشبيهة بالإنسولين-1 في العضلات الملساء الوعائية بينما لا توجد المستقبلات النموذجية للأنسولين في الأوعية الدموية الملساء العضلات.

## البروتينات التي ترتبط بعامل النمو المشابه للإنسولين
يتم تنظيم عامل النمو الشبيه بالإنسولين-1 وعامل النمو الشبيهة بالإنسولين-2 من قبل عائلة من البروتينات المعروفة باسم «البروتينات المرتبطة بعامل النمو الشبيه للإنسولين»، تساعد هذه البروتينات على تعديل عملهم بطرق معقدة تنطوي على كل من تثبيط عمل IGF-1 عن طريق منع الارتباط بمستقبلة IGF-1 بالإضافة إلى تعزيز عمل IGF ربما من خلال المساعدة في التسليم إلى المستقبلة وزيادة نصف عمر IGF، يوجد حاليًا سبعة بروتينات ملزمة (IGFBP1 إلى IGFBP7)، كما توجد حاليًا بيانات مهمة تشير إلى أن IGFBPs تلعب أدوارًا مهمة بالإضافة إلى قدرتها على تنظيم IGF، يعتمد كل من IGF-1 و IGFBP-3 على هرمون النمو، بينما IGFBP-1 يُعد منظمًا للإنسولين، يرتفع إنتاج IGFBP-1 من الكبد بشكل ملحوظ أثناء الأنسولين في حين أن مستويات مصل IGF-1 النشطة بيولوجيًا تزداد عن طريق الأنسولين.

## الأمراض المرتبطة بعامل النمو المشابه للإنسولين
تُظهر الدراسات ذات الاهتمام الأخير أن محور عامل النمو المشابه للإنسولين/الإنسولين يلعب دورًا مهمًا في الشيخوخة. تمتلك الديدان الأسطوانية وذباب الفاكهة والكائنات الأخرى عمرًا أطول عندما يتم التخلص من الجين المكافئ للأنسولين الثديي، من الصعب إلى حد ما ربط هذه النتيجة بالثدييات لأنه في الكائن الأصغر يوجد العديد من الجينات (37 على الأقل في الديدان الأسطوانية سينورابديتس إليجانز8) التي تشبه الأنسولين "في حين أن البروتينات الشبيهة بالإنسولين في الثدييات تتكون فقط من سبعة أعضاء (الأنسولين، عوامل النمو الشبيهة للإنسولين والريلاكسين وعامل شبيه بالريلاكسين)، يبدو أن الجينات الشبيهة بالأنسولين البشري لها أدوار متميزة مع بعض التداخل المتبادل ولكن أقل لأنه من المفترض أن هناك العديد من البروتينات الشبيهة بمستقبلات الأنسولين في البشر، عادةً ما تحتوي الكائنات الحية الأبسط على عدد أقل من المستقبلات، فعلى سبيل المثال: يوجد مستقبل واحد فقط يشبه الأنسولين في الديدان الخيطية سينورابديتس إليجانز، بالإضافة إلى ذلك، ليس لدى هذه الديدان أجهزة متخصصة مثل جزر لانجرهانز التي تشعر بالأنسولين استجابة لتوازن الجلوكوز، علاوة على ذلك يؤثر IGF1 على العمر في الديدان الأسطوانية عن طريق التسبب في تكوين المهور وهي مرحلة تطور من يرقات سينورابديتس إليجانز، لا يوجد ارتباط للثدييات لذلك هناك سؤال مفتوح حول ما إذا كان IGF-1 أو الأنسولين في الثدييات قد يزعج الشيخوخة على الرغم من وجود اقتراح بأن ظواهر التقييد الغذائي قد تكون مرتبطة.
بدأت دراسات أخرى في الكشف عن الدور المهم الذي تلعبه IGFs في أمراض مثل السرطان وداء السكري، وتبين على سبيل المثال أن IGF-1 يحفز نمو كل من سرطان البروستاتا وخلايا سرطان الثدي، لكن لا يتفق الباحثون تمامًا حول درجة خطر الإصابة بالسرطان التي يشكلها عامل النمو الشبيه بالإنسولين-1.